# Henry Duke
Henry Edward Duke (ur. 5 listopada 1855, zm. 20 maja 1939) – brytyjski prawnik i polityk, członek Partii Konserwatywnej, minister w rządach Herberta Henry’ego Asquitha i Davida Lloyda George’a.
Był drugim synem kupca Williama Edwarda Duke’a i Elizabeth Lord. Kształcił się prywatnie i nigdy nie uczęszczał do szkół publicznych ani na uniwersytet. Początkowo pracował jako dziennikarz dla lokalnej gazety Western Morning News. W wieku 25 lat przeprowadził się do Londynu, gdzie zaczął studiować prawo. W 1885 r. rozpoczął praktykę adwokacką w korporacji Gray’s Inn. Następnie rozpoczął prywatną praktykę w Londynie. W latach 1897–1900 pracował w sądach w Devonport i Plymouth. Następnie do 1914 r. pracował wyłącznie w sądzie w Devonport. W 1899 r. został Radcą Królowej.
W latach 1900–1906 Duke zasiadał w Izbie Gmin jako reprezentant okręgu Plymouth. Do parlamentu powrócił w 1910 r. z okręgu Exeter, który to okręg reprezentował do 1918 r. W 1915 r. został członkiem Tajnej Rady. W lipcu 1916 r. został Głównym Sekretarzem Irlandii. W maju 1918 r. zrezygnował z tego stanowiska.
Po rezygnacji otrzymał tytuł szlachecki i został mianowany sędzią Sądu Apelacyjnego. W 1919 r. został prezesem jednego z oddziałów Wysokiego Sądu Sprawiedliwości i był nim do 1933 r. W 1925 r. otrzymał tytuł 1. barona Merrivale i zasiadł w Izbie Lordów.
W 1876 r. poślubił Sarah Shorland, córkę Johna Shorlanda. Miał z nią jednego syna i jedną córkę. Sarah zmarła w 1914 r. Henry zmarł w maju 1939 r. Kolejnym baronem Merrivale został jego jedyny syn, Edward.